# 王景文
王 景文（おう けいぶん、義熙9年（413年）- 泰豫元年3月7日（472年3月31日））は、南朝宋の外戚。名は彧で、景文は字だが、明帝の諱を避けるため、字で通称された。本貫は琅邪郡臨沂県。

## 経歴
王僧朗の子として生まれた。伯父の王智の継嗣となり、幼くして従叔の王球に知られた。風采が美しく、弁論を好んで、若くして謝荘と並ぶ名声があった。武帝の五女の新安公主が王景深と離婚すると、景文と再婚する縁談が持ち上がったが、景文は病を理由に固辞した。景文は太子太傅主簿を初任とし、太子舎人に転じ、建陵子の爵位を嗣いだ。江夏王劉義恭の下で征北主簿をつとめ、始興王劉濬の下で後軍主簿をつとめた。武陵王劉駿の下で文学となり、撫軍記室参軍・南広平郡太守をつとめ、諮議参軍に転じた。劉駿麾下のまま安北参軍・鎮軍参軍を歴任し、宣城郡太守として出向した。
元嘉30年（453年）、劉劭が文帝を殺害して帝を称すると、景文は黄門侍郎とされたが就任しなかった。劉駿（孝武帝）が劉劭打倒のため起兵すると、景文は劉駿と連絡した。父の王僧朗が建康にいたため、景文は劉駿のもとに駆けつけることができず、孝武帝が建康を平定した後、強い譴責を受けた。南平王劉鑠の下で司空長史とされたが、受けなかった。東陽郡太守として出向し、入朝して御史中丞・秘書監となった。越騎校尉の兼任を命じられたが受けず、司徒左長史に転じた。孔覬とともに散騎常侍・侍中に補任された。まもなく再び司徒左長史となった。姉の墓が暴かれたのに駆けつけず、罪に問われて免官された。
大明2年（458年）、再び秘書監となり、太子右衛率・侍中をつとめた。大明5年（461年）、安陸王劉子綏の下で冠軍長史となり、輔国将軍・江夏国内史として出向し、行郢州事をつとめた。建康に召還されて再び侍中となり、射声校尉を兼ねた。右衛将軍の号を受け、給事中・太子中庶子の任を加えられた。奉朝請の毛法因と樗蒲の賭博をおこない、銭120万を得ていたことが罪に問われ、無官のまま職をつとめるよう命じられた。まもなく再び侍中となり、太子中庶子を兼ねたが、受けなかった。
大明8年（464年）、前廃帝が即位すると、侍中のまま秘書監に転じた。父が老齢であることを理由に自ら解任を求めた。江夏王劉義恭の下で太宰長史となり、輔国将軍・南平郡太守として出向した。永光元年（465年）、吏部尚書となった。8月、尚書右僕射に転じた。同年（景和元年）12月、明帝が即位すると、景文は左衛将軍の号を加えられた。まもなく尚書右僕射のまま丹陽尹に転じた。
泰始2年（466年）2月、父の王僧朗が死去したため、景文は辞職して喪に服した。ほどなく冠軍将軍・尚書左僕射・丹陽尹として再起を求められたが、固辞した。5月、散騎常侍・中書令・中軍将軍とされたが、やはり固辞した。9月、使持節・散騎常侍・都督江州郢州之西陽豫州之新蔡晋熙三郡諸軍事・安南将軍・江州刺史とされた。後に江安県侯に封じられた。
泰始4年（468年）、鎮南将軍の号を受けた。後に江州が南昌に移鎮されると、景文は鎮南将軍・江州刺史のまま豫章郡太守を兼任した。泰始6年（470年）、建康に召還されて尚書左僕射となり、吏部を管轄した。散騎常侍のまま揚州刺史となり、太子詹事の任を加えられた。景文は湘州刺史の任を求めたが、許されなかった。後に尚書左僕射・揚州刺史のまま中書令に転じた。
泰始7年（471年）、揚州刺史のまま中書監を兼ね、太子太傅を兼ねた。この頃、明帝の太子劉昱や皇子たちはみな幼少で、明帝は自分の死後のことを憂慮して、呉喜や寿寂之といった将軍を粛清し、幼主を奉じることのできないとみなされた人物はみな殺害されていた。このころ景文は外戚として権勢を持ち、張永は軍歴を重ねていたことから、やはり明帝の猜疑を買っていた。明帝は自ら「一士親しむべからず。弓長射して人を殺す」という謡言を広めた。「一士」とは「王」つまり王景文を指し、「弓長」とは「張」つまり張永を指した。景文は恐懼して自ら揚州刺史の解任を求めたが、明帝は許さなかった。
泰豫元年（472年）春、明帝の病が重くなると、明帝は景文のもとに使者を派遣して毒薬を送り、死を命じた。3月己未、景文は60歳で死去した。常侍・中書監・刺史のまま車騎将軍・開府儀同三司の位を追贈された。諡は懿侯といった。

## 子女
- 王絢（長男。字は長素。聡明で学問を好み、官は秘書丞となったが、景文に先だって24歳で死去した。諡は恭世子といった）
- 王繢（字は叔素）
- 王約（南朝斉の明帝のときに数年禁錮された。南朝梁の武帝のときに太子中庶子となった。侍中・左戸尚書・廷尉を歴任した）

## 伝記資料
- 『宋書』巻85 列伝第45
- 『南史』巻23 列伝第13